# Municipio de Teococuilco de Marcos Pérez
Teococuilco de Marcos Pérez es un municipio de 1,016 habitantes situado en el Distrito de Ixtlán, Oaxaca, México.

## Toponimia
Teococuilco significa "En el templo de la culebra pintada", de las voces en náhuatl: teopam 'templo', coatl 'culebra', cuilao 'pintar' y co 'entre'.
También puede significar "Lugar donde aúllan los animales pintados", de las voces: tecoyoa 'aullar', cuilao: 'pintar', co 'en'.
Existe otra versión sobre la toponimia del pueblo por parte de José María Bradomín, quien afirma que el nombre correcto se compone de Teotl 'dios' y Cuacuillin, nombre del sacerdote que en los sacrificios se encargaba de llevar a las víctimas al lugar de los sacrificios y co 'en'.
El nombre de Marcos Pérez se añade en honor a Marcos Pérez Santiago, catedrático y personaje ilustre en el gobierno de Oaxaca.

## Historia
Los españoles encomendaron la conquista de Teococuilco de Marcos Pérez y los pueblos cercanos a Martín de María Mezquita y Pedro Asensio. En 1595 se construye su templo principal.
En 1922 inicia funciones la primera escuela primaria. En 1972 que llega la energía eléctrica; diez años más tarde, en 1982, se construye el palacio municipal.

## Demografía
En el municipio habitan 1,016 personas, de las cuales, 60% habla una lengua indígena.

### Localidades
En el municipio se encuentran los siguientes poblados
| Localidad                   | Población (2010) |
| --------------------------- | ---------------- |
| Teococuilco de Marcos Pérez | 1,013            |
| Arroyo Guacamaya            | 80               |
| Cruz Clavo                  | 13               |